# Territorio verde
Territorio Verde es una película dramática venezolana de 1952dirigida por Horacio Peterson y Ariel Severino, y protagonizada por Elena Fernán, Luis Salazar y María Luisa Sandoval.
Fue estrenada el 21 de enero de 1952 en los cines Continental, Pinar y Caracas de la capital venezolana, así como en diez salas del interior del país, y formó parte del Festival 3 continents de Nantes el mismo año.

## Sinopsis
En la sofocante atmósfera de la selva venezolana, una mujer fatal, una joven pura, un aventurero violento y alcohólico, una maestra y un sacerdote se destrozan de maneras a veces surrealistas. Con la ayuda del sacerdote, la joven salvará al profesor enfermo.

## Reparto
- Elena Fernán
- Luis Salazar
- María Luisa Sandoval
- Tomás Henríquez como el Maestro
- Alberto de Paz y Mateos como el Cura
- Pura Vargas como la Bruja
- Alberto Castillo Arráez como el Jefe Civil
- Miró Antón
- Francisco Bernal como el Bobo
- Saúl Peraza
- Ildemaro García

## Crítica
La recepción de la película fue variada. José Ratto Ciarlo para El Nacional, consideró que "Territorio verde se acerca a La balandra Isabel llegó esta tarde sin superarla".Román Chalbaud, para el mismo periódico, dijo que "Territorio verde es una película que grita, y a mí los gritos me gustan porque simbolizan el esfuerzo y el deseo de vivir", destacando además su concepción artística y su fotografía, aunque notando fallas en el argumento. Elisa Lerner, para la revista Mi Film, la consideró "el esfuerzo más limpio y valiente por hacer cine americano".